# Lisa Harrow
Lisa Harrow ONZM (Auckland, 25 de agosto de 1943) es una actriz neozelandesa con una extensa trayectoria en el teatro, el cine y la televisión en el Reino Unido. Inició su carrera en el cine europeo interpretando el papel de Emilia Contreras en la película italiana La sonrisa del gran tentador (1974). En 1981 protagonizó la película Omen III: The Final Conflict, tercera parte de la saga de películas de terror que dio inicio con La profecía de 1976. En 2015 fue nombrada Oficial de la Orden del Mérito de Nueva Zelanda por su aporte a las artes dramáticas.
Tuvo una relación con el actor Sam Neill en la década de 1980, con quien tuvo un hijo llamado Tim.

## Filmografía

### Cine y televisión
- The Devil Is a Woman (1974) Emilia Contreas
- All Creatures Great and Small (1975) Helen
- It Shouldn't Happen to a Vet (1976) Helen
- The Look (1978) Sonny
- Dr. Jeckyll and Mr. Hyde (1980) Ann Coggeshall
- The Final Conflict (1981) Kate Reynolds
- From a Far Country (1981) Wanda
- Man and Superman (1982) Ann Whitefield
- Other Halves (1984) Liz
- Shaker Run (1985) Christine Rubin
- Act of Betrayal (1988) Eileen McGurk
- Come in Spinner (1990) Claire Jeffries
- The Last Days of Chez Nous (1992) Beth
- That Eye, the Sky (1994) Alice Flack
- Sunday (1997) Madeleine Vesey
- Country (2000) Miriam
- Jessica (2004) Hester Bergman
- Red Knot (2014) Lisa Harrow